# アイフィンガーガエル
アイフィンガーガエル (Kurixalus eiffingeri) は、アオガエル科アイフィンガーガエル属に分類されるカエル。別名ホネナガキガエル。日本で唯一子育てをするカエルである。

## 名前の由来
属名のKurixalusは「倉本氏の跳ねるもの」を意味し、琉球産両生類を研究した倉本満に由来する。種小名は「アイフィンゲル氏の」を意味し、ドイツ人の昆虫学者ゲオルグ・アイフィンゲルに献名したもの。タイプ標本はドイツのゼンケンベルク自然博物館に保管されている。

## 分布
日本では琉球列島の八重山諸島（石垣島、西表島）にのみ知られ、国外では台湾に分布する。なお、何故かタイプ産地は奄美大島か沖縄島とされてきた。
石垣島では近年生息地の減少によってその個体数が急速に減っていると言われる。

## 形態
体長は、雄が3-3.5センチメートル、雌が4センチメートル。皮膚の表面には粒状の突起が入る。体色は灰褐色や褐色だが、緑がかる個体もいる。背面には暗色の斑紋が入る。四肢の背面に黒褐色の横向きの帯状斑があり、特に前肢の腕部に2本、後肢大腿部の2～3本、及び脛部の3本が明確となっている。腹面は黄色味を帯びた白で、胴体の後方ではこれが腹部の側面まで広がり、その周辺部では多数の暗褐色の斑紋がある。
前足の指先には吸盤が発達しており、特に第3，第4指のものが大きい。また水かきはほとんど発達しない。
幼生は成長すると32mmほどになる。幼生は目の左右間の幅が狭く、頭部の後方背面にあること、それに口器が頭部の腹面でなく前面にあるのが特徴的である。変態時の体長は8～12mm程度。幼生の歯は退化的である。

## 分類
以前はホネナガキガエル属Chirixalusに分類されていたが、1999年に本種のみで構成されるアイフィンガーガエル属Kurixalusが設立された。のちに東南アジア産の近縁種がこの属に分類されている。

## 生態
海岸近くから山地の森林やその周辺に生息する。樹上棲。夜行性で、日中は樹洞内や薄暗い場所ではその周辺で静止しており、日没後に活動し、小型の昆虫などを食べる。雄は喉の鳴のうを膨らませてピッ、ピッ、ピッ、と鳴く。
食性は動物食で、昆虫類、節足動物等を食べる。幼生は母親が産んだ無精卵のみを食べる。
繁殖形態は卵生。樹洞やクワズイモの葉の根元等に溜まった水に少数の卵を産む。母親は産卵場所を巡回し、幼生に無精卵を与える。産卵数は10–50個。樹洞の水たまりで繁殖するカエルは日本では本種のみである。
繁殖はほぼ周年にわたって行われ、雄が樹上で鳴いて雌を呼び、雌は上記のような水たまりの水面より上の壁に10～15個ずつ産卵をする。この時水面より上に産卵するのはすでに水中に幼生がおり、それらが卵食性であるのでそれを避けるためと考えられる。産卵後には雄が卵塊を腹部で覆って湿気を与えると思われる。雌が幼生に未受精卵を与える際には幼生は雌の肛門付近をつついて刺激して産卵を求める。幼生の口が前端にあり、歯が退化しているのはこの習性と関連していると考えられる。幼生は1ヶ月程度で変態する。
Ito & Okada(2024)は本種の幼生がオタマジャクシでいる間に糞をしないことを明らかにした。本種の幼生は他のカエルに比べて明らかに水中へのアンモニアの放出量が少なく、それと反対に腸内には非常に高濃度のアンモニアを保有すること、また幼生自身のアンモニア耐性がとても高いことを明らかにした。これらはこの種の幼生がごく狭くて閉じられた水環境に生息することへの適応と考えられる。カエルにおいてこのような適応が発見されたのは本種が初めてであるという。
樹上の小さな水場で生育されることから幼生の天敵は少ないと考えられているが、水たまりを訪れたサキシママダラに捕食される例もある。

## 人との関わり
本種は森林に生活するものであるが、森林に接した人家の庭木などを生活の場にすることもある。分布域のある地域ではこのカエルが庭に来ると不吉の前兆だとして、家族総出で探し、見つかったカエルは海に流すという習慣があったとの話がある。